# Chiesa anglicana ortodossa
La Chiesa anglicana ortodossa (in inglese: Orthodox Anglican Church o OAC) è la branca statunitense della Comunione anglicana ortodossa (della quale il suo primate è metropolita) ed è solitamente considerata parte dell'anglicanesimo continuo.
La sua fondazione è avvenuta il 6 marzo 1964 col nome di Chiesa ortodossa anglicana da parte di episcopaliani allarmati per ciò che consideravano le tendenze liberali nella Chiesa episcopale negli Stati Uniti d'America. La Chiesa ortodossa anglicana fu fondata come alternativa conservatrice alla Chiesa episcopale, con la successione apostolica inizialmente conservata tramite linee vetero-cattoliche e ortodosse. Il suo primo vescovo presidente fu James Parker Dees, in precedenza prete della Chiesa episcopale.
Per oltre trent'anni dalla sua fondazione la Chiesa anglicana ortodossa praticò una forma di anglicanesimo "basso", anche limitando la celebrazione della comunione a una sola volta al mese. Nel 1999 il vescovo presidente Robert Godfrey e la maggior parte del clero e dei laici promossero un sinodo, nel quale si decise di allineare la Chiesa con gli usi liturgici della Chiesa alta, come nella maggioranza delle giurisdizioni anglicane di continuazione. Il nome della Chiesa fu modificato da Chiesa ortodossa anglicana a "Arcidiocesi cristiana ortodossa episcopale d'America". Alcuni membri della commissione permanente della Chiesa e parte del clero si opposero ai cambiamenti, si separarono e diedero vita ad una nuova Chiesa, adottando il nome di Chiesa ortodossa anglicana.
Al fine di concordare col nome della comunione internazionale di cui fa parte, nel 2005 la giurisdizione cambiò nuovamente nome, passando da Arcidiocesi cristiana ortodossa episcopale d'America all'attuale  Chiesa anglicana ortodossa.
L'attuale primate Scott Earle McLaughlin è uno dei firmatari dell'accordo di Bartonville, e il 25 aprile 2007 ha firmato un accordo di intercomunione con Augustín Bačinský, arcivescovo della Chiesa vetero-cattolica in Slovacchia.
L'istituto di educazione teologica della Chiesa fu fondato a Lexington (Carolina del Nord) nel 1975 col nome di seminario Cranmer. La scuola fu rinominata Collegio teologico e seminario Sant'Andrea nel 2002.

## Elenco cronologico dei primati
- James Parker Dees (1964 - 1991)
- George C. Schneller (1991 - 1994)
- Robert J. Godfrey (1995 - 30 aprile 2000)
- Scott Earle McLaughlin (dal 1º maggio 2000)